# Extra Sukces
Extra Sukces – bezpłatny tygodnik ukazujący się w Olsztynie. Jego wydawcą jest Produkt Sp. z o.o.
Extra Sukces ukazuje się od 4 września 2007. Należy do grupy Extra Media, która zrzesza podobne czasopisma w kilkunastu polskich miastach m.in. w Gdańsku („Gazeta Gdańska”) czy Białymstoku („Extra Podlasie”). Jej właścicielem jest firma Produkt Sp. z o.o. z Olsztyna. Gazeta kolportowana jest we wtorki na większych skrzyżowaniach oraz w sieci sklepów RAST.